# پایگاه اطلاع‌رسانی انتقال
پایگاه اطلاعاتی مسیریابی (FIB) یا پایگاه اطلاع‌رسانی انتقال، یک جدول درون روترها و سوئیچ‌های شبکه است که به‌طور خودکار تعیین می‌کند بسته‌های داده به کدام پورت یا مسیر ارسال شوند. 
اف‌آی‌بی با استفاده از اطلاعاتی مانند آدرس‌های مقصد، سریع‌ترین مسیر را برای انتقال داده‌ها انتخاب می‌کند و عملکردی سریع‌تر از جدول‌های مسیریابی سنتی دارد. 
این جدول نقش مهمی در بهبود سرعت و کارایی شبکه دارد و در فناوری‌هایی مانند سوئیچینگ اترنت و مسیریابی پیشرفته مورد استفاده قرار می‌گیرد. 

## جزئیات
پایگاه اطلاع‌رسانی انتقال که به عنوان جدول انتقال یا جدول MAC نیز شناخته می‌شود، بیشتر در پل‌سازی شبکه، مسیریابی و عملکردهای مشابه برای یافتن رابط شبکه خروجی مناسب که رابط ورودی باید بسته‌ای را به آن بفرستد، استفاده می‌شود. این یک جدول پویا است که آدرس‌های MAC را به پورت‌ها ترسیم می‌کند. این سازوکار اساسی است که راهیاب‌های شبکه را از مراکز شبکه کامپیوتری سیمی جدا می‌کند. محتوای آدرس‌پذیر حافظه (CAM) معمولاً برای پیاده‌سازی کارآمد FIB استفاده می‌شود، بنابراین گاهی اوقات آن را جدول CAM می‌نامند.

## کاربردها در لایه پیوندداده
در لایه پیوند داده، از FIB به ویژه برای تسهیل پل‌سازی شبکه کامپیوتری سیمی بر اساس آدرس‌های MAC استفاده‌شود. سایر فناوری‌های لایه پیوند داده با استفاده از FIBها شامل تقویت قالب، حالت انتقال نامتقارن (ATM) و تعویض برچسب چند پروتکلی (MPLS) است.

### پل‌سازی
نقش راهیاب شبکه رایانه‌ای سیمی این است که قالب‌های شبکه سیمی را از یک درگاه به درگاه دیگر هدایت کند. وجود FIB یکی از ویژگی‌هایی است که راهیاب را از مرکز جدا می‌کند. بدون یک FIB کاربردی، تمام قاب‌های دریافت شده توسط یک سوئیچ شبکه به تمام پورت‌های دیگر بازخوانی می‌شوند، دقیقاً مانند یک مرکز شبکه سیمی. در پل‌های بسته‌بندی بین پورت‌ها، یک راهیاب فقط باید یک قاب را در درگاهی که دستگاه شبکه مقصد در آن قرار دارد (unicast) منتشر کند، مگر اینکه قاب برای همه گره‌های روی راهیاب (پخش)، چندین گره (چندپخشی) باشد یا اگر راهیاب انجام نمی‌شود نمی‌دانید که دستگاه مقصد در کجا ساکن است (سیل unicast).
راهیاب‌های درگاهی را که برای اولین بار آدرس منبع خاصی را در آن دیده‌اند می‌آموزند و آن درگاه را با آن آدرس مرتبط می‌کنند. وقتی پل بعداً قالبی با آدرس مقصد را در FIB خود دریافت می‌کند، قاب را از درگاه ذخیره شده در ورودی FIB خارج می‌کند.
FIB یک ساختار حافظه است که توسط راهیاب شبکه سیمی برای نقشه‌برداری از آدرس MAC یک ایستگاه به درگاه راهیاب مورد استفاده قرار می‌گیرد. این اجازه می‌دهد تا راهیاب‌ها ارتباطات بین ایستگاه‌های متصل را با سرعت بالا آسان کنند.

### تقویت قاب
در حالی که کاروساز دقیق یک جدول انتقال وابسته به پیاده‌سازی است، مدل کلی Frame Relay این است که راهیاب‌ها جداول هدایت ثابت را تعریف می‌کنند، یکی به ازای هر رابط. هنگامی که یک فریم با یک شناسه اتصال داده داده شده (DLCI) داده شده در یک رابط دریافت می‌شود، جدول مربوط به آن رابط، رابط خروجی و DLCI جدید را برای قرار دادن در قسمت آدرس قاب ارائه می‌دهد.

### حالت انتقال نامتقارن
سوئیچ‌های انتقال نامتقارن، دارای جداول انتقال سطح اتصال هستند دقیقاً مانند آنچه در Frame Relay استفاده می‌شود. به جای DLCI، رابط‌ها دارای جداول هدایت هستند که رابط خروجی را با شناسه مسیر مجازی (VPI) و شناسه مدار مجازی (VCI) مشخص می‌کنند. این جداول ممکن است بصورت استاتیک پیکربندی شده باشند، یا می‌توانند توسط پروتکل شبکه خصوصی به رابط شبکه (PNNI) توزیع شوند. هنگامی که از PNNI استفاده می‌شود، شبکه انتقال نامتقارن در لبه‌ها، سوئیچ می‌کند که یکی از شناسه‌های استاندارد ATM انتها به انتها، مانند آدرس NSAP، را به VPI / VCI بعدی بعدی ترسیم می‌کند.

### تعویض برچسب چند پروتکلی
MPLS در سطح انتقال، به ATM شباهت‌های زیادی دارد. مسیریاب‌های لبه برچسب در لبه‌های یک نقشه ابری MPLS بین شناسه انتها به انتها، مانند آدرس IP و برچسب محلی پیوند. در هر جهش MPLS، یک جدول انتقال وجود دارد که به مسیریاب تغییریافته برچسب می‌گوید کدام رابط خروجی برای دریافت بسته MPLS است و هنگام ارسال بسته از آن رابط، از چه برچسبی استفاده شود.

## کاربردها در لایه شبکه
آدرس‌های لایه شبکه، مانند آدرسهای IPدر انواع مختلف رسانه‌ها استفاده می‌شوند و در همه موارد به‌طور یکسان، می‌توان از آنها استفاده کرد.

### انتقال
FIB برای جستجوی سریع آدرس مقصد بهینه شده‌اند و می‌توانند عملکرد انتقال را در مقایسه با استفاده مستقیم از پایگاه اطلاعات مسیریابی (RIB) بهبود بخشد. RIB برای به روزرسانی کارآمد با پروتکل‌های مسیریابی و سایر روش‌های کنترل سطحی بهینه شده‌است و شامل مجموعه کاملی از مسیرهای یادگرفته شده توسط مسیریاب است. پیاده‌سازی‌های قبلی فقط زیرمجموعه‌ای از مسیرهایی را که بیشتر در حمل و نقل واقعی استفاده می‌شوند، پنهان می‌کند و این برای شرکت‌هایی که زیرمجموعه‌ای که بیشترین استفاده را دارد کارآمد است. مسیریاب‌هایی که برای دسترسی به کل اینترنت مورد استفاده قرار می‌گرفتند، در مسیرهای تازه‌سازی که در یک FIB کوچک پنهان شده بودند، تخریب شدیدی در عملکرد داشتند و پیاده‌سازی‌های مختلف به داشتن FIB در مکاتبات یک به یک با RIB منتقل شدند.

### نفوذ به فیلتر علیه انکار خدمات
FIBs همچنین می‌تواند در بهترین روش فعلی اینترنت (BCP) برای فیلتر کردن نفوذ نقش داشته باشد. اگرچه ساده‌ترین شکل فیلتر کردن ورودی، استفاده از لیست‌های کنترل دسترسی برای تحویل‌دادن بسته‌هایی با آدرس منبع نامناسب است، اما استفاده از لیست‌های دسترسی در مسیریاب‌های دارای تعداد زیادی شبکه مجاور مشکل می‌شود و از لیست‌های دسترسی سنتی در عملکرد بالا استفاده نمی‌شود.
در حالی که سند IETF BCP 38 در مورد فیلتر کردن ورودی روش پیاده‌سازی فیلتر آدرس منبع را مشخص نمی‌کند، برخی از فروشندگان مسیریاب سازوکاری را برای استفاده از جستجو در جداول مسیریاب برای اجرای این بررسی استفاده کرده‌اند. (همچنین به مسیر انتقال معکوس مراجعه کنید).) این اغلب به عنوان یک جستجو در FIB از آدرس منبع بسته اجرا می‌شود. اگر رابط هیچ راهی به آدرس مبدأ نداشته باشد، فرض می‌شود که بسته با استفاده از آدرس منبع جعلی، بخشی از حمله انکار خدمات باشد و مسیریاب بسته را دور بیندازد.
هنگامی که مسیریاب چندخانه است، فیلتر کردن ورودی پیچیده‌تر می‌شود. سناریوهای عملیاتی کاملاً معقولی وجود دارد که در آنها یک بسته می‌تواند روی یک رابط وارد شود، اما ممکن است آن رابط خاص راهی به آدرس منبع نداشته باشد. برای مسیریاب‌های نزدیک به لبه اینترنت، فیلترهای بسته می‌توانند راه حل ساده‌تر و تاثیرگذارتری نسبت به روش‌هایی که از جستجوی اطلاعات مسیریابی استفاده می‌کنند، ارائه دهند. اگرچه این روش می‌تواند هنگام مدیریت مسیریاب‌هایی که مرتباً پیکربندی می‌شوند، چالش‌برانگیز باشد. فیلتر ورودی برای مسیریاب‌های چند خانه‌ای، بسته‌ای را می‌پذیرد که از هر رابطی روی مسیریاب به آدرس منبع خود بازگردد. برای این نوع فیلتر کردن، مسیریاب ممکن است یک جدول همجواری داشته باشد که برای جستجوی سریع نیز سازماندهی شده‌است و آدرس‌های رابط مسیریاب را که در همه مسیریاب‌های مستقیماً متصل هستند، ردیابی می‌کند.

### کیفیت خدمات
خدمات متمایز یک روش اضافی را برای انتخاب رابط‌های خروجی ارائه می‌دهند، بر اساس فیلدی که اولویت ارسال بسته را نشان می‌دهد و همچنین اولویت بسته را در صورت ازدحام کاهش می‌دهد. مسیریاب‌هایی که از خدمات متمایز پشتیبانی می‌کنند، نه تنها باید رابط خروجی را برای آدرس مقصد جستجو کنند، بلکه باید بسته را به واسطی ارسال کنند که به بهترین وجه با الزامات خدمات متمایز مطابقت داشته باشد. به عبارت دیگر، FIB و همچنین مطابقت با آدرس مقصد، FIB باید نقاط کد خدمات متفاوت (DSCP) را مطابقت دهد.

### کنترل دسترسی و حسابسازی
پیاده‌سازی‌های خاص مسیریاب ممکن است، هنگامی که آدرس مقصد یا معیار دیگر FIB مطابقت دارد، اقدام دیگری را که باید قبل از ارسال (مثلاً حسابداری یا رمزگذاری) انجام شود، مشخص کند یا یک لیست کنترل دسترسی اعمال کند که ممکن است باعث ریختن بسته شود.

## حملات
جداول CAM را می‌توان برای تنظیم حمله واسط میانی نفوذی هدف قرار داد. یک عامل تهدیدکننده که کنترل دستگاه متصل به راهیاب شبکه سیمی را در اختیار دارد می‌تواند از طغیان MAC برای حمله به میز CAM راهیاب استفاده کند. در صورت پر شدن جدول، ترافیک دیگر به صورت پخش، ترافیک ناشناخته و یکپارچه و چندپخشی تلقی می‌شود و به تمام پورت‌هایی که آن را در دسترس مهاجم قرار می‌دهد، ارسال می‌شود.